# Fahrsperre

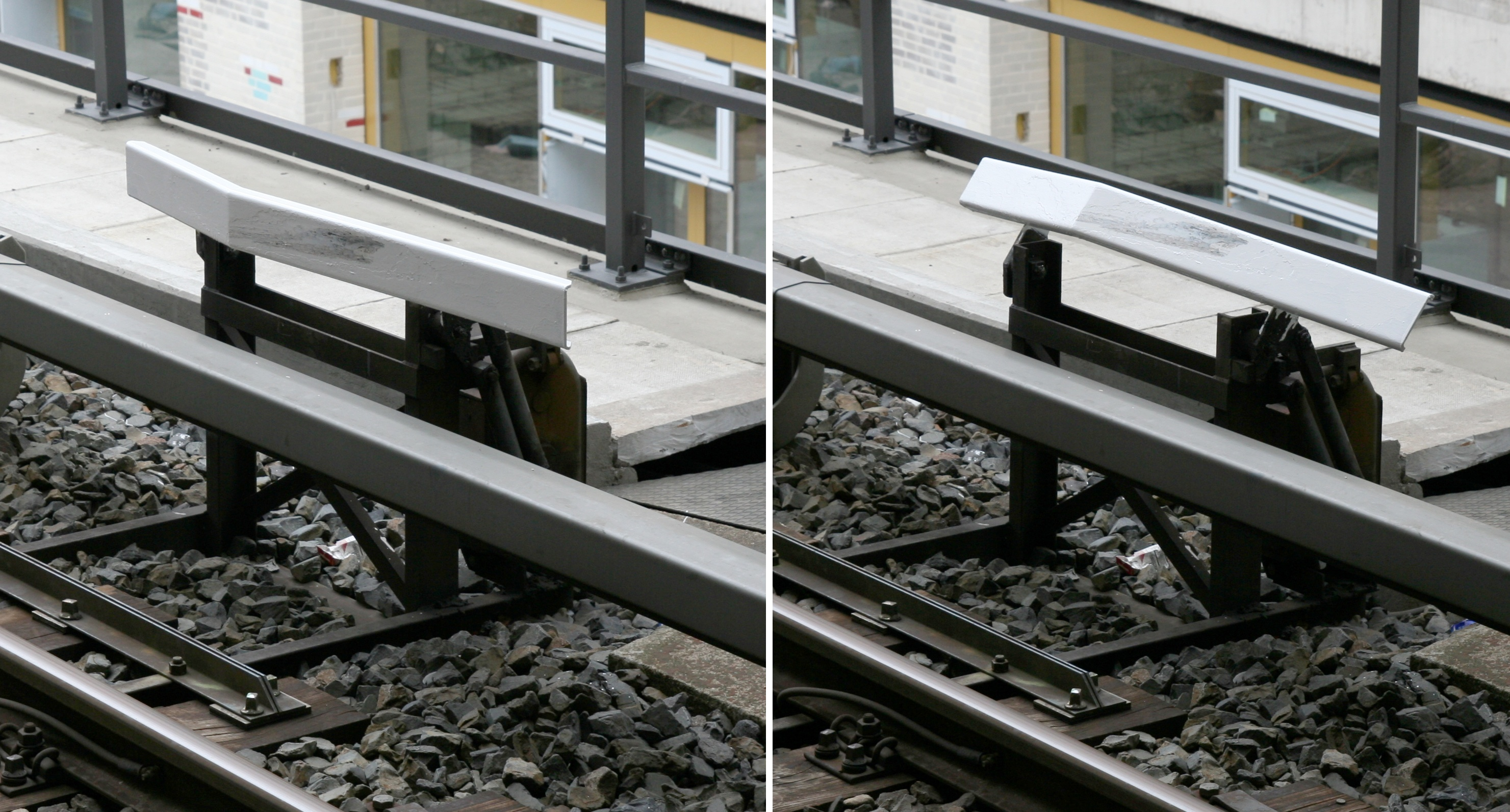
Streckenanschlag (Bernauer Fahrsperre) auf dem S-Bahn-Netz in Berlin, links Halt-, rechts Freilage

Die mechanische Fahrsperre ist ein System der punktförmigen Zugbeeinflussung. Es wurde bereits in den Anfangsjahren des U- und S-Bahnverkehrs entwickelt. Im Gegensatz zu Fernbahnen waren diese Verkehrssysteme von Anfang an für dichte Zugfolge, viele Abzweigungen, enge Bögen und kurze Bahnhofsabstände konzipiert. Um Zusammenstöße und Auffahrunfälle zu vermeiden, musste ein System geschaffen werden, das ein fahrlässiges Überfahren haltzeigender Signale verhindert.

## Geschichte
Grundsätzlich existieren mechanische und elektromagnetische Systeme, wobei die mechanischen Systeme bereits Ende des 19. Jahrhunderts entwickelt wurden, während elektromagnetische Systeme später aufkamen und die Probleme der mechanischen teilweise beseitigten. Trotzdem werden mechanische Fahrsperren auch heute noch eingesetzt, so etwa bei der Berliner S-Bahn oder der New Yorker U-Bahn. Vorteil ist die sehr einfache, dennoch sichere und im Störungsfall leicht zu überwindende Ausführung.
Die Fahrsperren bei der Berliner S-Bahn werden auch Bernauer Fahrsperre oder Fahrsperre Bauart Bernau genannt, da sie zuerst Ende der 1920er Jahre auf der schon elektrifizierten Strecke nach Bernau erprobt und eingeführt wurden. Der Prototyp wurde 1926 der Öffentlichkeit im Bahnhof Blankenburg vorgestellt. Anschließend wurde sie auf der Stettiner Bahn zwischen Bernau und Nordbahnhof installiert – letzterer hieß bis 1950 Stettiner Bahnhof und war bis 1936 Endbahnhof der Strecke (die Linien wurden dann in den neuen Nord-Süd-Tunnel verlängert). Die weiteren Installationen folgten der „Elektrisierung“ der S-Bahn – auch die erste Baureihe elektrischer Triebzüge hieß entsprechend ihrem ersten Einsatz Bauart Bernau.

## Mechanische Fahrsperre
Grundsätzlich können mechanische Fahrsperren nur eine Zwangsbremsung auslösen, bieten aber nicht die Möglichkeit, Vorsignalisierungsinformationen zu übertragen.
Die Funktion einer mechanischen Fahrsperre ist unabhängig von der Bauart immer gleich. In Abhängigkeit vom Signalbegriff, („Halt“ oder „Fahrt“) wird ein am Gleis angebrachtes bewegliches mechanisches Element (der Streckenanschlag) so gestellt, dass bei haltzeigendem Signal ein am Zug angebrachtes Gegenstück (der Auslösehebel) berührt wird, was eine Zwangsbremsung auslöst. Erreicht das Signal einen Fahrtbegriff, ist das bewegliche Element des Streckenanschlages so gestellt, dass der Auslösehebel nicht berührt wird.

### Streckenseitige Ausrüstung
- S-Bahn Berlin: Eine neben dem Gleis in Drehgestellhöhe angebrachte Metallschiene – der sogenannte Streckenanschlag – berührt den Auslösehebel am führenden Drehgestell. Der in Sperrlage senkrecht stehende Streckenanschlag klappt bei fahrtzeigendem Signal etwa 45° nach hinten in die Freilage (siehe Abbildung). Ende 2019 waren noch 169 km[3] mit Streckenanschlägen ausgerüstet.
- U-Bahn Berlin, Kleinprofil: Am Signal befand sich eine Metallstange ähnlich einem Signalflügel auf der Höhe des Wagendaches, diese stand bei haltzeigendem Signal in waagerechter Lage. Sie legte den auf den Dächern der Triebwagen über den Führerständen – in Höhe der ersten Tür – befestigten Auslösehebel um. Häufig wurde dieser Hebel von Unkundigen als Blitzableiter interpretiert. Die Rückstellung nach erfolgter Auslösung erfolgte mechanisch mittels Dreikantschlüssel durch den Fahrer.
- U-Bahn Berlin, Großprofil: Ein pilzförmiger Hebel klappte neben der linken Schiene in das Lichtraumprofil und betätigte den Auslösehebel am führenden Drehgestell, wenn das Signal „Halt“ zeigte.
- U-Bahn New York: Ein an der Schwelle rechts neben der Schiene angebrachtes T-förmiges Metallstück – dort als Tripcock (Auslösehebel) bezeichnet – steht in Sperrlage nach oben und betätigt einen am Drehgestell angebrachten nach unten ragenden Auslösehebel. In Freilage steht dieser nach unten.
- U-Bahn London: Ähnlich wie in New York, ein rechts neben der Schiene angebrachtes quadratisches Element, welches in Sperrlage nach oben geklappt ist und einen Auslösehebel am Drehgestell betätigt.
- U-Bahn Buenos Aires: Auf den Linien A, D und E in Höhe des Wagendaches wie im Berliner Kleinprofil, allerdings auf der in Fahrtrichtung linken Seite, auf der Linie C außen neben der linken Schiene in Form eines in Sperrlage ansteigenden Keils, vergleichbar mit einem um 90° gedrehten Steckenanschlag der Berliner S-Bahn.

Bei allen Systemen ist nur die Auslöseeinrichtung des an der Spitze des Zuges laufenden Fahrzeuges wirksam. Damit die weiteren Auslösehebel jedes Zuges nicht mit unter Umständen hoher Geschwindigkeit gegen jeden Streckenanschlag schlagen, was zu hohem Verschleiß führen würde, laufen die Streckenanschläge in der Regel erst zeitverzögert nach dem Haltfall des Signals in die Sperrlage. Aus dem gleichen Grund werden auch die Streckenanschläge der Gegenrichtung in die Freilage gebracht. Weil das abhängig von der Stellwerksbauart nicht in jedem Fall möglich ist, sind die Auslösehebel in Gegenrichtung frei und ohne Folgen umlegbar.
Bei mechanisch gestellten Formsignalen wird der Streckenanschlag mit dem Signal mechanisch gekuppelt. Streckenanschläge an Lichtsignalen oder elektrisch gestellten Formsignalen erhalten einen eigenen elektrischen Fahrsperrenantrieb. Rangier- und Gleissperrsignale werden ebenfalls mit Streckenanschlägen ausgerüstet. Üblicherweise läuft bei der Signalstellung zuerst der Streckenanschlag in Freilage, dann wechselt das Signal auf einen Fahrtbegriff. Die Freilage des Streckenanschlages wird bei der Signalfahrtstellung geprüft. Wird der Überwachungsstromkreis des Streckenanschlages unterbrochen, fällt das Signal auf Halt. Die Grundstellung des Streckenanschlages mit Überwachung der Sperrlage wird bei der Fahrstraßenauflösung geprüft.
Wo die Züge zwangsweise halten müssen, beispielsweise vor Gleisabschlüssen oder vor der Einfahrt in Wagenhallen, werden in Sperrlage festgelegte Streckenanschläge ohne Antrieb eingebaut.

### Fahrzeugseitige Ausrüstung

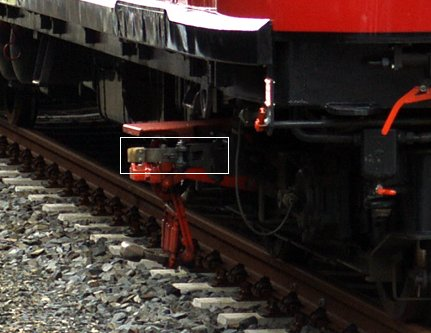
Auslösehebel Fahrsperre S-Bahn Berlin ET 167

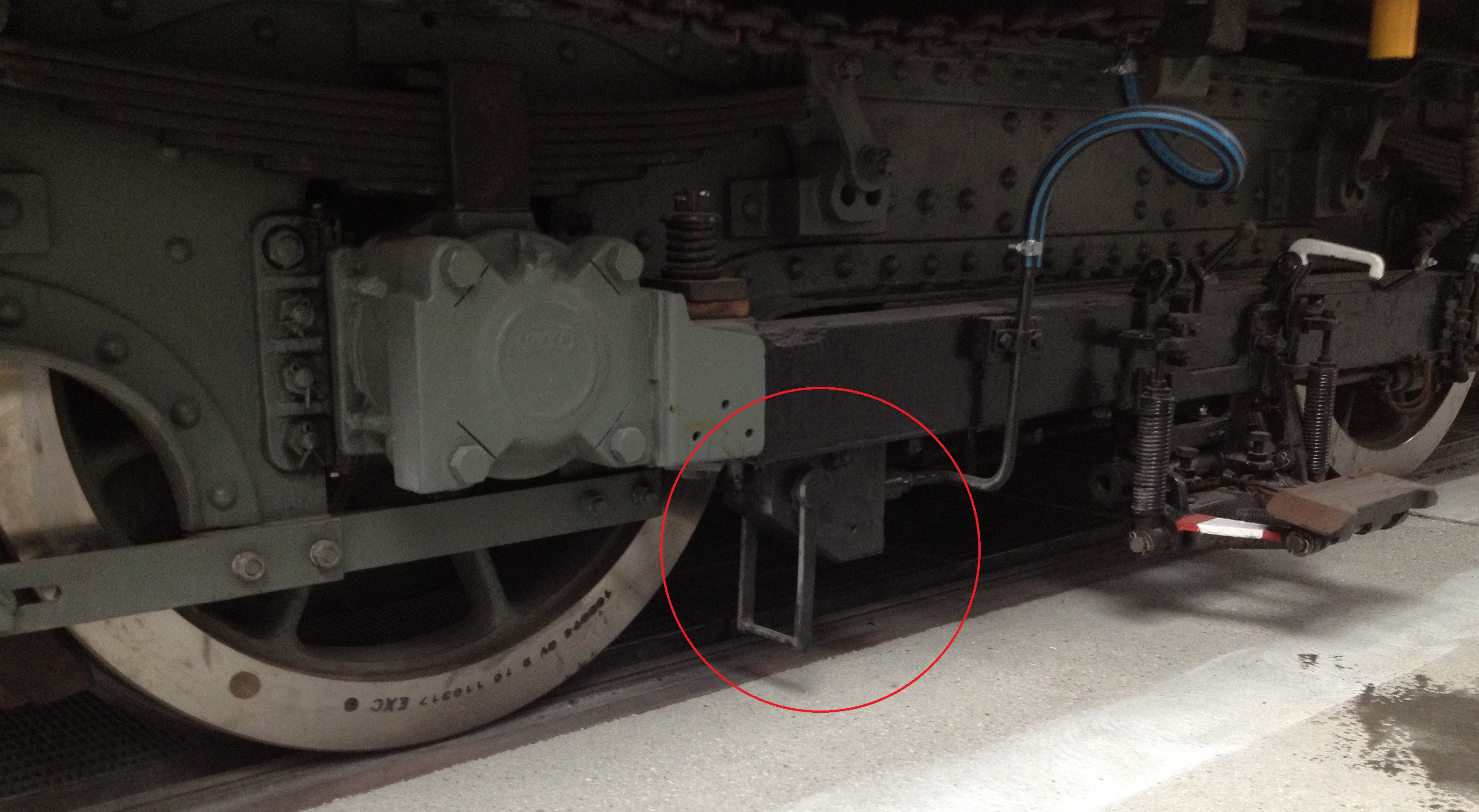
Fahrsperre am U-Bahnwagen 113 (Typ BII Berlin)

Jedes Fahrzeug mit einem Führerstand ist mit einem aus der Fahrzeugumgrenzungslinie herausragenden Auslösehebel, der mit der Streckeneinrichtung korrespondiert, ausgerüstet. Wird er betätigt, löst das eine Zwangsbremsung aus. In der Regel wird dazu ein besonderes Ventil in der Hauptluftleitung geöffnet, gleichzeitig wird die Zugkraft abgeschaltet. Um im Störungsfall an einem haltzeigenden Signal vorbeifahren zu können, lässt sich die Fahrzeugeinrichtung mit dem Zählerventil zeitweise unwirksam machen. Mit dem dazugehörenden Zählwerk lässt sich die Benutzung nachweisen.

### Probleme im Betrieb
Da die Massenkräfte mit dem Quadrat der Geschwindigkeit zunehmen, bleibt die mechanische Fahrsperre auf Bahnen mit niedrigen Geschwindigkeiten beschränkt. Andernfalls kann es zu Schäden an den Übertragungseinrichtungen kommen.
Ein weiteres Problem ist, dass die mechanische Fahrsperre keine Geschwindigkeitsüberwachung und keine Vorsignalbeeinflussung erlaubt, weshalb der Gefahrpunktabstand oder Schutzabschnitt zwischen Signal und Gefahrenstelle immer so groß bemessen sein muss, dass auch ein mit Höchstgeschwindigkeit fahrender Zug bis zur Gefahrenstelle sicher angehalten werden kann. Dies führt zu relativ langen Schutzabschnitten und damit längeren Zugfolgezeiten. Dies kann jedoch durch überlappende Blockabschnitte gemildert werden, bei denen der Signalabstand kürzer als der Schutzabschnitt ist. Dabei müssen zwar zwischen zwei Zügen mehrere Blockabschnitte frei bleiben, jedoch wird durch die kürzeren Blockabschnitte schneller wieder ein Blocksignal frei und ermöglicht dem nachfolgenden Zug das Nachrücken.
Eine weitere Möglichkeit, die bei der U-Bahn New York praktiziert wird, ist der Einsatz von zeitabhängigen Fahrsperren zur Geschwindigkeitsüberwachung. Dabei überfährt der Zug einen Auslösekontakt, wodurch eine Zeitmessung gestartet wird. Der in einem definierten Abstand folgende Streckenanschlag wird erst nach Ablauf einer Verzögerungszeit in die Freilage gebracht, die der Zug bei der geltenden Höchstgeschwindigkeit mindestens zwischen Auslösekontakt und Streckenanschlag benötigt, sodass ein zu schnell fahrender Zug vom noch in Sperrlage befindlichen Streckenanschlag angehalten wird.
Durch Nutzung dieser Möglichkeiten konnten z. B. bei der Berliner S-Bahn während der Olympischen Sommerspiele 1936 sogar Zugfolgen von 90 Sekunden sicher gefahren werden.
Trotz all dieser Möglichkeiten besitzt die mechanische Fahrsperre gravierende Mängel, was zur nachfolgenden Entwicklung der elektromagnetischen Fahrsperren führte.
Bei der S-Bahn Berlin kam es im März 2008 zu einem Beinaheunfall im S-Bahnhof Berlin-Lichtenrade, als ein Zug ein haltzeigendes Signal überfuhr, ohne zwangsgebremst zu werden. Die Höchstgeschwindigkeit aller S-Bahnzüge wurde vom Eisenbahn-Bundesamt von 100 km/h bis auf Weiteres auf 80 km/h reduziert. Ein Auftrag zum Ausrüstung der Züge mit einem funkbasierten Zugbeeinflussungssystem (ZBS) wurde bereits 2007 vergeben. Das Eisenbahn-Bundesamt genehmigt den Einsatz der mechanischen Fahrsperre im Netz der Berliner S-Bahn noch bis Ende 2025. Ab 2024 müssen alle Strecken auf ZBS umgestellt sein, was jedoch nicht rechtzeitig umgesetzt wurde.

## Elektromagnetische Fahrsperre
Bei der elektromagnetischen Fahrsperre erfolgt die Informationsübertragung auf magnetischem Weg. In einem meist zwischen den beiden Schienen angebrachten Kasten befindet sich ein Dauermagnet, dessen Magnetfeld über einen am Fahrzeug befindlichen Empfänger detektiert wird. Zusätzlich zum Dauermagnet ist eine Spule angeordnet, die bei fahrtzeigendem Signal von Strom durchflossen wird und ein dem Dauermagneten entgegengesetztes Magnetfeld aufbaut. Durch die Überlagerung beider Magnetfelder wird die Wirkung nahezu aufgehoben, und der Zug kann die Fahrsperre ungehindert passieren.